# Kastanjebröstad knottfågel
Kastanjebröstad knottfågel (Conopophaga aurita) är en fågel i familjen knottfåglar inom ordningen tättingar.

## Utseende och läte
Kastanjebröstad knottfågel är en knubbig och kortstjärtad fågel med kastanjebrunt bröst. Hanen har svart på ansikte och strupe, med en lysande vit tofs bakom ögat. Honan saknar svart och har istället för tofsen ett ljust streck genom ansiktet. Den senare dräkten liknar hona gråryggig knottfågel men har enfärgade vingar utan tydliga teckningar. Jämfört med paráknottfågel, tidigare behandlad som underart, har kastanjebröstad knottfågel mindre svart som endast sträcker sig ner till övre delen av bröstet, medan honan är nästan identisk. Bland lätena hörs en skallrig, metallisk drill och ett kort och mjukt "chuff".

## Utbredning och systematik
Fågeln delas in i fyra underarter med följande utbredning:
- - Conopophaga aurita aurita – förekommer från Guyana till Franska Guyana och norra Brasilien (Manaus till Amapá)
  - Conopophaga aurita inexpectata – förekommer i sydöstra Colombia och angränsande nordvästra Brasilien
  - Conopophaga aurita occidentalis – förekommer i tropiska nordöstra Ecuador och nordöstra Peru (öster om Rio Napo)
  - Conopophaga aurita australis – förekommer i nordöstra Peru (i söder till Ucayali) och västra Amazonområdet i Brasilien

Tidigare inkluderades paráknottfågel (Conopophaga snethlageae) i arten, men urskildes 2016 som egen art av BirdLife International, 2022 av tongivande eBird/Clements och 2023 av International Ornithological Congress.

## Levnadssätt
Kastanjebröstad knottfågel hittas i regnskog. Där ses den vanligen sitta lågt, inte olikt en liten myrpitta.

## Status och hot
Arten har ett stort utbredningsområde, men tros minska i antal, dock inte tillräckligt kraftigt för att den ska betraktas som hotad. Internationella naturvårdsunionen IUCN listar arten som livskraftig (LC). 
c